# Peter Albert (Maler)
Karl Peter Albert (* 15. Juli 1936 in Dresden) ist ein deutscher Architekt, Maler und Grafiker.

## Leben
Ab 1950 nahm Albert als Jugendlicher mehrere Jahre Zeichenunterricht bei Etha Richter, von Paul Wilhelm wurde er in die Kunst des Aquarellierens eingewiesen, beide Techniken blieben seine künstlerischen Leidenschaften.
Nach dem Abitur an der Kreuzschule studierte Albert 1954–1960 an der Technischen Hochschule Dresden Architektur bei Horst Schubert, Heinrich Rettig, Oswin Hempel und Walter Hentschel, gefördert auch von Röcke in der Kunst des Freihandzeichnens und der Aquarellskizze. Nach Abschluss des Studiums als Diplom-Ingenieur lehrte er für fünf Jahre als Assistent von Georg Nerlich und Ernst Alfred Mühler in den Fächern Malen und Grafik am Fachbereich Architektur.
Er arbeitet später bis 2005 in Dresden als Architekt, danach weiterhin als bildender Künstler. Albert ist seit 1966 verheiratet mit der Architektin Reingard Albert (geb. Frönicke). Im April 2019 schenkte er der Technischen Universität Dresden 37 Gouachen und Ölgemälde, die ab dem 12. Juni 2019 im Rektorat auf der Mommsenstraße ausgestellt wurden. Albert ist Ehrenmitglied im Künstlerbund Dresden.

## Werk (Auswahl)
Architektur

Ab 1965 beteiligte er sich mit Dieter Schölzel am Aufbau der Zweigstelle des Berliner Instituts für Kulturbauten (Theater, Museen, Bibliotheken und Kulturhäuser), in Dresden konzentrierte er sich auf den Wiederaufbau der Semperoper. Weitere Aufgaben bis 1995 waren Planungen für die Rekonstruktion und Nutzung des Dresdner Schlosses, der Sempergalerie und der Elbschlösser, sowie nach Wettbewerbserfolg des Taschenbergpalais, Bebauungsplan des Elbhangs in Dresden-Loschwitz.
Daneben beteiligte er sich an nationalen Architekturwettbewerben, z. B. für das Theater Erfurt, das Schauspielhaus Dresden, das Keppschloss Dresden, und an internationalen Architekturwettbewerben, z. B. für die Opernhäuser in Belgrad, Göteborg und Paris und die Nationalbibliothek in Damaskus. Er beteiligte sich an einem gemeinsamen Wettbewerbsentwurf mit den Architekten Horst Witter und Gunter Just für die Projektierung des Kongresszentrums Bagdad.
Von 1995 bis 2005 arbeitete er freischaffend mit den Architekten Dieter Schölzel und Dieter Seidlitz. Albert war federführend tätig für die Sanierung und Innenerneuerung der Dresdner Kreuzkirche.
Grafiken, Aquarelle, Gemälde

Seit 1955 schuf Peter Albert Feder- und Bleistiftzeichnungen von Reisen in Zeichenbüchern, dazu mehr als tausend vor Ort entstandene Aquarelle, vor allem von Landschaften und Architektur aus Italien, Portugal, Frankreich, Finnland, Prag, dem Meißner Land, der Elbauen, der Insel Rügen und der Sächsischen Schweiz. 1962 bis 1963 entstanden erste geometrisch-konstruktive Malereien in Öl, die seitdem sein bildnerisches Schaffen prägen. Seit 1963 folgten großformatige geometrische Arbeiten, von denen bis heute etwa 400 Ölgemälde entstanden sind.
Werke von Peter Albert befinden sich in den Staatlichen Kunstsammlungen Dresden (Galerie Neue Meister und im Kupferstichkabinett Dresden), im Kunstfonds des Freistaates Sachsen, in der Städtischen Galerie Dresden, in den Sammlungen der Technischen Universität Dresden, in der Stiftung für Konkrete Kunst Roland Phleps in Freiburg (Breisgau) und in Privatsammlungen.

## Ausstellungen
- 1979–2013: Einzelausstellungen in Galerien, Museen, Kirchen und Schlössern im Raum Dresden, Jena, Meißen, in Halle (Saale), Rostock, Coswig[3][4][5][6][7][8]
- 2011: Erlebnis Farbe, Stiftung für Konkrete Kunst Roland Phleps in Freiburg (Breisgau)[9]
- 1. September 2011: Ausstellung „Farberfahrungen“ im Helmholtz-Zentrum Dresden-Rossendorf[10]
- 2012: Einzelausstellung im Hauptgebäude (später AGORA) des Europarates in Strasbourg[11]
- 28. März 2015 bis 1. November 2015 Neues auf der Höhe in der Festung Königstein[12]
- 10. Oktober 2015 bis 24. Januar 2016: Das muss man gesehen haben! Städtische Galerie, Dresden[12]
- 29. Mai bis 28. September 2019: unerwünscht! – Ostdeutsche Abstraktion der 50er bis 80er Jahre – von Peter Albert bis Willy Wolff in der Kunstausstellung Kühl[13]
- 5. November 2021 bis 29. Januar 2022: Peter Albert zum 85. Geburtstag. Durch die Zeiten in der Kunstausstellung Kühl. Die Ausstellung gab mit rund 70 Gemälden, Aquarellen, Zeichnungen und Druckgrafiken einen retrospektiven Einblick in das Schaffen von Peter Albert.[14]